# Murat Khotov
Murat Ansorbiyevich Khotov (tiếng Nga: Мурат Ансорбиевич Хотов; sinh 2 tháng 6 năm 1987) là một cầu thủ bóng đá Nga, thi đấu cho Slutsk.